# العلاقات السعودية السودانية
العلاقات السعودية السودانية هي العلاقات الثنائية ما بين المملكة العربية السعودية وجمهورية السودان .

## العلاقات العسكرية والمناورات المشتركة
شهدت العلاقة العسكرية تطورات بشكل ملحوظ خصوصًا في عهد الملك سلمان.

## تضامن ضد التحديات الاقتصادية
بعث الملك سلمان بن عبد العزيز في 25 يناير 2019 وفدا وزاريا إلى السودان، الذي يشهد احتجاجات شعبية بسبب الوضع الاقتصادي، تضامنا معه في مواجهة التحديات الاقتصادية، وحرصا على أمنه واستقراره، وضم الوفد كلا من وزير التجارة والاستثمار الدكتور ماجد القصبي، ووزير النقل الدكتور نبيل العامودي، ووزير الدولة لشؤون الدول الأفريقية أحمد قطان.
وبلغ مجموع القروض التي قدمتها السعودية على فترات متفرقة لمشاريع تنموية في الجمهورية السودانية 23 مليارا.